# Конвой №4226
Конвой № 4226 — японський конвой часів Другої світової війни, проведення якого відбувалось у грудні 1943 — січні 1944.
Вихідним пунктом конвою був атол Трук у центральній частині Каролінських островів, де ще до війни створили потужну базу японського ВМФ, з якої до лютого 1944-го провадились операції в цілому ряді архіпелагів. Пунктом призначення став розташований у Токійській затоці порт Йокосука, що під час війни обрали як базовий для логістики Труку.
До складу конвою, що вийшов у море 27 грудня 1943-го, включили лише один транспорт «Когьо-Мару» (Kogyo Maru) під ескортом кайбокана (фрегата) «Окі». Також до загону приєднався сторожовий корабель PB-46, що при проведенні конвою № 3211A дістав пошкодження внаслідок зіткнення й тепер прямував до Японії на ремонт.
Маршрут конвою пролягав через кілька традиційних районів патрулювання американських підводних човнів, які зазвичай діяли на підходах до Труку, біля Маріанських островів, островів Огасавара (2 січня 1944-го конвой зупинявся на Тітідзімі) та поблизу східного узбережжя Японського архіпелагу. 30 грудня «Окі» встановив якийсь сонарний контакт і провів безрезультатне скидання глибинних бомб. Втім, у підсумку проходження конвою № 4226 відбулось успішно і 5 січня 1944-го він досягнув Йокосуки.